# Nikolai Ekk
Nikolai Ekk foi um diretor de cinema, ator e roteirista.

## Filmografia

### Diretor
- Putyovka v zhizn (1931)
- Solovey-Solovushko (1936)
- Sorochinskaya yarmarka (1939)